# Халиков, Тимирбулат Галяутдинович
Тимирбула́т (Тимербулат) Галяутди́нович Ха́ликов (баш. Халиҡов Тимербулат Ғәләүетдин улы; 17 января 1917, Кинзебулатово — 17 июня 1958, Кинзебулатово) — советский военный и административный деятель, Герой Советского Союза. Депутат Верховного Совета СССР 2-го созыва.

## Биография
Родился 17 января 1917 года в деревне Кинзебулатово Стерлитамакского уезда Уфимской губернии. Башкир. В 1930—1938 годах работал трактористом в колхозе «Урал».
В Красную армию был призван в 1938 году Ишимбайским городским военкоматом и в 1941 году — Макаровским районным военкоматом.
В годы Великой Отечественной войны — гвардии старший сержант, командир пулемётного расчёта 60-го гвардейского кавалерийского полка 112-й Башкирской кавалерийской дивизии (в дальнейшем переименованной в 16-ю гвардейскую Черниговскую кавалерийскую дивизию), 7-го гвардейского кавалерийского корпуса 61-й армии Центрального фронта.
После демобилизации Т. Г. Халиков трудился на родине, был председателем Сайрановского сельского совета, председателем колхоза «Янги-Турмыш», уполномоченным Хажиновской ГЭС, председателем промартели «Алга» Сайрановского сельсовета.

## Подвиг
Из наградного листа:
«Тов. Халиков 18 сентября 1943 года при наступлении на село Березна первым ворвался со вторым взводом в село и огнём пулемёта уничтожил расчёт миномётной батареи и тут же выкатив пулемёт на улицу, открыл огонь по отходящему противнику. В результате совместно со взводом уничтожено 87 солдат и офицеров противника, захвачено 78 гитлеровцев в плен.

28 сентября 1943 года ночью, со своим пулемётным расчётом под сильным пулемётным и миномётным огнём противника первым из эскадрона форсировал реку Днепр и тут же очистил огнём берег и кустарники от автоматчиков противника, тем самым дал возможность форсировать реку Днепр другим подразделениям полка».
Указом Президиума Верховного Совета СССР «О присвоении звания Героя Советского Союза генералам, офицерскому, сержантскому и рядовому составу Красной Армии» от 15 января 1944 года за «образцовое выполнение боевых заданий командования на фронте борьбы с немецкими захватчиками и проявленными при этом отвагу и геройство» гвардии старшему сержанту Халикову Тимербулату Галяутдиновичу присвоено звание Героя Советского Союза с вручением ордена Ленина и медали «Золотая Звезда» (№ 2987).

## Награды
- Медаль «Золотая Звезда» Героя Советского Союза (15.01.1944)[4];
- орден Ленина (15.01.1944);
- медаль «За боевые заслуги» (06.10.1943)[6].

## Память
В деревне Кинзебулатово именем Героя Халикова названа улица.